# Фусињак
Фусињак (фр. Foussignac) насеље је и општина у западној Француској у региону Поату-Шарант, у департману Шарант која припада префектури Коњак.
По подацима из 2011. године у општини је живело 599 становника, а густина насељености је износила 39,56 становника/km². Општина се простире на површини од 15,14 km². Налази се на средњој надморској висини од 68 метара (максималној 114 m, а минималној 24 m).

## Демографија
| 1962. | 1968. | 1975. | 1982. | 1990. | 1999. | 2011. |
| ----- | ----- | ----- | ----- | ----- | ----- | ----- |
| 388   | 406   | 488   | 523   | 543   | 551   | 599   |

График промене броја становника у току последњих година